# Your Love
Your love prvo je studijsko izdanje zagrebačkog funk sastava The Bastardz. Album je 1995. godine objavila diskografska kuća Aquarius Records.

## O albumu
Nekoliko mjeseci nakon vrlo uspješnog nastupa kojim se predstavio zagrebačkoj publici, sastav je ušao u studio kako bi snimio svoj prvijenac. Materijal je tijekom jeseni sniman u zagrebačkom studiju Trooly. Album je odmah po objavljivanju hrvatskoj glazbenoj sceni predstavio novi zvuk koji je na kraju rezultirao poticanjem ideje o osnivanju specijalizirane diskografske kuće Aquarius Records. Skladba "Tvoja Ljubav" ubrzo po objavljivanju osvojila je prva mjesta svih hrvatskih top ljestvica, a nedugo potom i skladba "It’s universal".

## Popis pjesama
| Br. | Skladba                    | Autor                      | Trajanje |
| --- | -------------------------- | -------------------------- | -------- |
| 1.  | »Your Love«                | Zoran Jaeger/Helena Bastić | 4:27     |
| 2.  | »Tvoja ljubav«             | Zoran Jaeger               | 4:32     |
| 3.  | »Your Love« (obrada (rog)) | Zoran Jaeger               | 5:44     |
| 4.  | »Your Love« (obrada)       | Zoran Jaeger               | 5:47     |
| 5.  | »It's universal«           | Zoran Jaeger/Helena Bastić | 4:45     |

## Izvođači
- Helena Bastić (Lady Miss) – prvi vokal, lažni francuski i arapski
- Zoran Jaeger (Jex) – električna gitara, prateći vokal u skladbi 5, repanje u skladbi 5
- Gojko Tomljanović – klavijature, prateći vokal u skladbi 5
- Zvonimir Bučević (Mr. Butch) – bas-gitara
- Krunoslav Levačić – bubnjevi, udaraljke
- Davor Križić – truba, rog u skladbama 3,4
- Davorin Ilić – tamburin u skladbama 1,2

### Produkcija
- Producent - The Bastardz
- Aranžmani - Zoran Jaeger, Helena Bastić, The Bastardz
- Studio -  Trooly, Zagreb, listopad 1995.
- Ton majstori -  Davorin Ilić, Gojko Tomljanović
- Mastering - Gama studio, Mario Pulek, 1995.
- Fotografija (usta na naslovnici) -  Walter
- Logo The Bastardz - Zoran Jaeger
- Dizajn omota - Walter i BITArt